# Steve Guttenberg
Steve Robert Guttenberg (Brooklyn, 1958. augusztus 24. –) amerikai film- és televíziós színész.
Az 1980-as években a Rendőrakadémia-filmsorozatban, továbbá a Három férfi és egy bébi, a Hálószobaablak, a Selyemgubó és a Rövidzárlat című filmekben szerepelt.

## Fiatalkora és tanulmányai
Brooklynban született, Ann Iris Newman és Jerome Stanley Guttenberg gyermekeként. Zsidó gyökerei vannak, North Massapequában nőtt fel, ahol a Plainedge gimnáziumban érettségizett 1976-ban.
A Juilliard Schoolban és a University at Albany, SUNY-n tanult. A filmezést megelőzően nagyon sok színházi fellépésen vett részt.

## Pályafutása
1978-ban kapta első fontosabb szerepét A brazíliai fiúk című kalandfilmben, amelyet a Másnap című dráma követett 1983-ban. Az áttörést 1984-ben érte el a Rendőrakadémia című vígjátékkal, aminek számos folytatásában szerepelt még. Említésre méltó még az 1985-ös Selyemgubó című sci-fi, majd annak Selyemgubó 2. – A visszatérés (1986) című folytatása.
Az 1986-os Rövidzárlat című kalandfilmben is feltűnt, valamit szerepelt a Hálószobaablak (1987) című trillerben, az 1987-es Három férfi és egy bébi című vígjátékban és annak 1990-ben bemutatott Három férfi és egy kis hölgy című folytatásában. 1990-ben egy romantikus vígjáték, A szerelem Harley Davidsonon érkezik főszereplője volt.
1995-ben a Nagypályások című filmben játszott. Korábbi filmes sikereit nem sikerült megismételnie, filmjeinek zöme ezután csak feledhető családi vígjáték volt. 2015-ben egy magyarul szintén a Nagypályások címet viselő televíziós sorozat epizódjaiban tűnt fel.

## Filmográfia

### Film
| Év   | Magyar cím                                      | Eredeti cím                              | Szerep                            | Magyar hang               |
| ---- | ----------------------------------------------- | ---------------------------------------- | --------------------------------- | ------------------------- |
| 1977 | Hullámvasút                                     | Rollercoaster                            | küldönc (stáblistán nem szerepel) |                           |
| 1977 |                                                 | The Chicken Chronicles                   | David Kessler                     |                           |
| 1978 | A brazíliai fiúk                                | The Boys from Brazil                     | Barry Kohler                      | Kerekes József            |
| 1979 | Játékosok                                       | Players                                  | Rusty                             |                           |
| 1980 | Zenebolondok                                    | Can't Stop the Music                     | Jack Morell                       | Crespo Rodrigo            |
| 1982 | Az étkezde                                      | Diner                                    | Edward 'Eddie' Simmons            | Alföldi Róbert            |
| 1983 |                                                 | The Man Who Wasn't There                 | Sam Cooper                        |                           |
| 1984 | Rendőrakadémia                                  | Police Academy                           | Carey Mahoney                     | Görög László (1-2. hang)  |
| 1984 | Rendőrakadémia                                  | Police Academy                           | Carey Mahoney                     | Selmeczi Roland (3. hang) |
| 1985 | Rendőrakadémia 2. – Az első bevetés             | Police Academy 2: Their First Assignment | Carey Mahoney                     | Szerednyey Béla           |
| 1985 | Selyemgubó                                      | Cocoon                                   | Jack Bonner                       | Rátóti Zoltán             |
| 1985 | Dokiakadémia                                    | Bad Medicine                             | Jeff Marx                         | Görög László              |
| 1986 | Rendőrakadémia 3. – Újra kiképzésen             | Police Academy 3: Back in Training       | Carey Mahoney őrmester            | Szerednyey Béla           |
| 1986 | Rövidzárlat                                     | Short Circuit                            | Newton Crosby                     | Rátóti Zoltán             |
| 1987 | Hálószobaablak                                  | The Bedroom Window                       | Terry Lamdbert                    | Sebestyén András          |
| 1987 | Hálószobaablak                                  | The Bedroom Window                       | Terry Lamdbert                    | Selmeczi Roland           |
| 1987 | Hálószobaablak                                  | The Bedroom Window                       | Terry Lamdbert                    | Papp Dániel               |
| 1987 | Rendőrakadémia 4. – Zseniális amatőrök az utcán | Police Academy 4: Citizens on Patrol     | Carey Mahoney                     | Szerednyey Béla           |
| 1987 | Amazonok a Holdon                               | Amazon Women on the Moon                 | Jerry                             |                           |
| 1987 | Add meg magad                                   | Surrender                                | Marty                             | Jakab Csaba               |
| 1987 | Add meg magad                                   | Surrender                                | Marty                             | Schnell Ádám              |
| 1987 | Három férfi és egy bébi                         | Three Men and a Baby                     | Michael Kellam                    | Józsa Imre                |
| 1988 | Pajzán kísértetek                               | High Spirits                             | Jack Crawford                     | Bor Zoltán                |
| 1988 | Pajzán kísértetek                               | High Spirits                             | Jack Crawford                     | Selmeczi Roland           |
| 1988 | Selyemgubó 2.                                   | Cocoon: The Return                       | Jack Bonner                       | Galambos Péter            |
| 1990 | A szerelem Harley Davidsonon érkezik            | Don't Tell Her It's Me                   | Gus Kubieck                       | Berzsenyi Zoltán          |
| 1990 | A szerelem Harley Davidsonon érkezik            | Don't Tell Her It's Me                   | Gus Kubieck                       | Vári Attila               |
| 1990 | Három férfi és egy kis hölgy                    | Three Men and a Little Lady              | Michael Kellam                    | Rátóti Zoltán             |
| 1995 | Nagypályások                                    | The Big Green                            | Tom Palmer seriff                 | Haás Vander Péter         |
| 1995 | Szédült hétvége                                 | Home for the Holidays                    | Walter Wedman                     | Rosta Sándor (1. hang)    |
| 1995 | Szédült hétvége                                 | Home for the Holidays                    | Walter Wedman                     | Viczián Ottó (2. hang)    |
| 1995 | Szédült hétvége                                 | Home for the Holidays                    | Walter Wedman                     | Háda János (3-4. hang)    |
| 1995 | Kettőn áll a vásár                              | It Takes Two                             | Roger Callaway                    | Forgács Péter             |
| 1997 | Ebadta delfin                                   | Zeus and Roxanne                         | Terry Barnett                     | Forgács Péter             |
| 1997 | Casper 2. – Szellemes kezdetek                  | Casper: A Spirited Beginning             | Tim Carson                        | Forgács Péter             |
| 1998 | Tűzmadár akció                                  | Airborne                                 | Bill McNeil                       |                           |
| 1998 | Túlhajtva                                       | Overdrive                                | Matt Stricker                     | Megyeri János             |
| 1998 | Laza csapat                                     | Home Team                                | Mr. Butler                        | Háda János                |
| 2002 |                                                 | P.S. Your Cat Is Dead                    | Jimmy Zoole                       |                           |
| 2005 |                                                 | Domino One                               | Casey                             |                           |
| 2006 |                                                 | Mojave Phone Booth                       | Barry                             |                           |
| 2008 |                                                 | Jackson                                  | üzletember                        |                           |
| 2008 |                                                 | Private Valentine: Blonde & Dangerous    | Sidney Green                      |                           |
| 2009 | Elveszett lelkek kútja                          | Fatal Rescue                             | Jacob Jones                       | Görög László              |
| 2009 | Shannon szivárványa                             | Shannon's Rainbow                        | Ed                                |                           |
| 2009 |                                                 | The Gold Retrievers                      | Wade Black                        |                           |
| 2009 |                                                 | Heidi 4 Paws                             | Sebastian (hangja)                |                           |
| 2009 | Adok-kapok                                      | Help Me, Help You                        | Steve                             |                           |
| 2009 | Véres póker                                     | Cornered!                                | Morty                             |                           |
| 2010 |                                                 | Ay Lav Yu                                | Christopher                       |                           |
| 2011 | Regényes románc                                 | A Novel Romance                          | Nate Shepard                      | Háda János                |
| 2012 |                                                 | Highway to Hell                          | JJ                                |                           |
| 2012 |                                                 | I Heart Shakey                           | Stubbs                            |                           |
| 2012 |                                                 | Making Change                            | Trafton                           |                           |
| 2013 |                                                 | Quick to Duck                            | Mickey Beans                      |                           |
| 2014 |                                                 | Affluenza                                | Philip Miller                     |                           |
| 2014 |                                                 | At the Top of the Pyramid                | Dickson igazgató                  |                           |
| 2016 |                                                 | Lookin' Up                               | Edgar                             |                           |
| 2016 |                                                 | Alternative Universe: A Rescue Mission   | Verstag                           |                           |
| 2017 |                                                 | Ay Lav Yu Tuu                            | Christopher                       |                           |
| 2017 |                                                 | Chasing the Blues                        | Dan McKenna                       |                           |
| 2017 |                                                 | After Party                              | Alan                              |                           |
| 2018 |                                                 | Miss Arizona                             | Gary                              |                           |
| 2018 | Testépítők                                      | Bigger                                   | Louis Weider                      | Háda János                |
| 2018 |                                                 | Lez Bomb                                 | Mike                              |                           |
| 2018 |                                                 | Hangover in Death Valley                 | JJ                                |                           |
| 2019 |                                                 | Heckle                                   | Ray Kelly                         |                           |
| 2019 | Trauma Center                                   | Trauma Center                            | Dr. Jones                         | Rosta Sándor              |
| 2020 | Rifkin fesztiválja                              | Rifkin's Festival                        | Jake                              |                           |
| 2020 |                                                 | Original Gangster                        | Jean-Baptiste Philippe            |                           |
| 2020 |                                                 | Roe v. Wade                              | Justice Powell                    |                           |

### Televízió
Tévéfilmek
| Év   | Magyar cím                             | Eredeti cím                                        | Szerep           | Magyar hang          |
| ---- | -------------------------------------- | -------------------------------------------------- | ---------------- | -------------------- |
| 1977 |                                        | Something for Joey                                 | Mike Cappelletti |                      |
| 1980 | Verseny a széllel                      | To Race the Wind                                   | Harold Krents    |                      |
| 1981 |                                        | Miracle on Ice                                     | Jim Craig        |                      |
| 1981 | Másnap                                 | The Day After                                      | Stephen Klein    | Görög László         |
| 1981 | Másnap                                 | The Day After                                      | Stephen Klein    | Viczián Ottó         |
| 1984 |                                        | The Ferret                                         | Sam Valenti      |                      |
| 2004 | Mikulásné kerestetik                   | Single Santa Seeks Mrs. Claus                      | Nick             | Szabó Sipos Barnabás |
| 2004 | Mikulásné kerestetik                   | Single Santa Seeks Mrs. Claus                      | Nick             | Háda János           |
| 2004 | Mikulásné kerestetik                   | Single Santa Seeks Mrs. Claus                      | Nick             | Kerekes József       |
| 2005 | A Poszeidon katasztrófa                | The Poseidon Adventure                             | Richard Clarke   | Csankó Zoltán        |
| 2005 | Mrs. Télapó (Találkozunk karácsonykor) | Meet the Santas                                    | Nick             | Kőszegi Ákos         |
| 2015 |                                        | Lavalantula                                        | Colton West      |                      |
| 2016 | Sharknado 4. – Az ébredő erő           | Sharknado: The 4th Awakens                         | Colton West      |                      |
| 2016 | 2 Lava 2 Lantula!                      |                                                    | Colton West      |                      |
| 2023 |                                        | How to Murder Your Husband: The Nancy Brophy Story | Daniel Brophy    |                      |

Sorozatok
| Év        | Magyar cím                               | Eredeti cím                             | Szerep                    | Megjegyzések                                              |
| --------- | ---------------------------------------- | --------------------------------------- | ------------------------- | --------------------------------------------------------- |
| 1979      |                                          | Family                                  | Philip                    | 1 epizód                                                  |
| 1979      |                                          | Billy                                   | Billy Fisher              | 8 epizód                                                  |
| 1982      |                                          | No Soap, Radio                          | Roger                     | 5 epizód                                                  |
| 1986      |                                          | Tall Tales & Legends                    | Pecos Bill                | 1 epizód                                                  |
| 1986      | Saturday Night Live                      | Saturday Night Live                     | önmaga (házigazda)        | 1 epizód                                                  |
| 1988–1993 |                                          | CBS Schoolbreak Special                 | Tom Hardgrove             | vezető producer (1 epizód) rendező és szereplő (1 epizód) |
| 1990      |                                          | The Joan Rivers Show                    | önmaga                    | 1 epizód                                                  |
| 1991      | 48. Golden Globe-gála                    | 48th Golden Globe Awards                | önmaga (házigazda)        | különkiadás                                               |
| 1997      |                                          | The Wonderful World of Disney           | Buzzy Crocker             | 1 epizód                                                  |
| 2004      | Rocket Power                             | Rocket Power                            | Billie Joe (hangja)       | 1 epizód                                                  |
| 2005–2006 | Veronica Mars                            | Veronica Mars                           | Woody Goodman             | 8 epizód                                                  |
| 2007      | Esküdt ellenségek: Különleges ügyosztály | Law & Order: Criminal Intent            | Clay Darren, Sr.          | 1 epizód                                                  |
| 2008      |                                          | Dancing with the Stars                  | önmaga (versenyző)        | 6. évad (7 epizód)                                        |
| 2008      | Jim szerint a világ                      | According to Jim                        | önmaga                    | - 1 epizód - magyar hangja: - Görög László                |
| 2010      | Partiszerviz színész módra               | Party Down                              | önmaga                    | 1 epizód                                                  |
| 2012      |                                          | Watch What Happens Live with Andy Cohen | önmaga                    | 1 epizód                                                  |
| 2015      |                                          | Sons of Liberty                         | Jack Bonner               | minisorozat (1 epizód)                                    |
| 2015      | Balfékek                                 | Community                               | Maury                     | 1 epizód                                                  |
| 2015      | Laura rejtélyei                          | The Mysteries of Laura                  | önmaga                    | 1 epizód                                                  |
| 2017      |                                          | The Other F Word                        | George Mueller professzor | 2 epizód                                                  |
| 2017      | Nagypályások                             | Ballers                                 | Wayne Hastings, Jr.       | 8 epizód                                                  |
| 2019      |                                          | Schooled                                | Dr. Katman                | 1 epizód                                                  |
| 2019–2023 | A Goldberg család                        | The Goldbergs                           | Dr. Katman                | 7 epizód                                                  |
| 2020      | John Oliver-show az elmúlt hét híreiről  | Last Week Tonight with John Oliver      | önmaga                    | 1 epizód                                                  |
| 2020      | A sötétség titkai                        | Into the Dark                           | Don                       | - 1 epizód - magyar hangja: - Láng Balázs                 |